# D-NIX

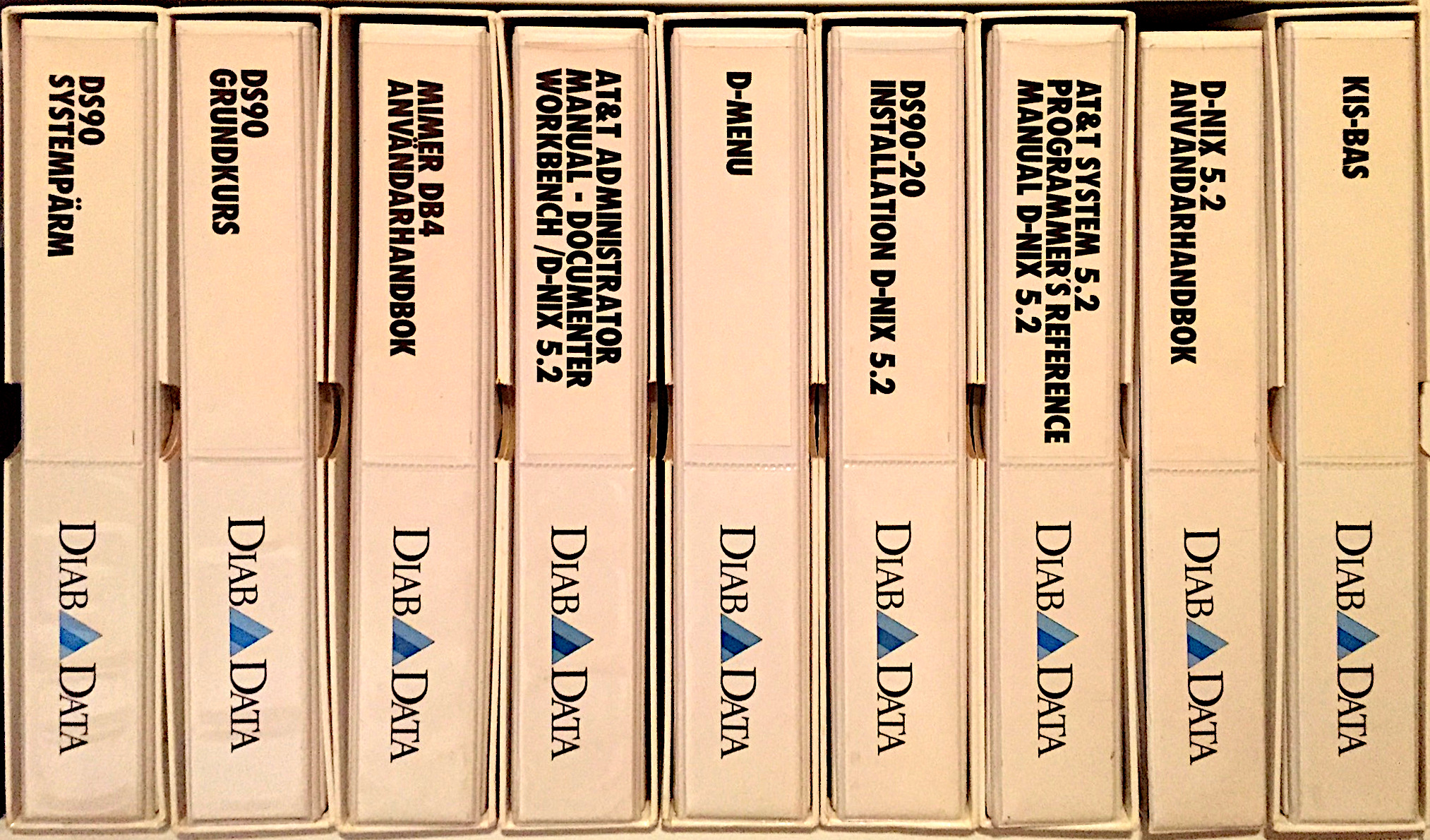
Systemdokumentation för DIAB DS90 och D-NIX

D-NIX var en egenutvecklad variant av operativsystemet Unix från Dataindustrier AB (DIAB) som först introducerades år 1983.
Operativsystemets kärna hade inspirerats av ett operativsystem för Monroe Systems datorer EC-8800 och OC-8820 under namnet OS8.
D-NIX såldes även till Luxor-Nokia Information Systems under namnet ABCenix för användning i ABC 1600 och ABC 9000, samt till Cromemco som använde det under namnet Cromix. DIABs egna datorer i DIAB Serie 90 använde det under ursprungsnamnet D-NIX.
DIAB skrev också en del tillbehörsprogram (utilities) med motsvarande funktion som de AT&T Unix tillhandahöll. Detta gjorde DIAB:s version fri från licensförpliktelser gentemot det amerikanska bolaget AT&T.
I samband med D-NIX-utvecklingen utvecklades även en kompilator för datorspråket C med namnet D-CC som fortsatte vidareutvecklas av dotterbolaget i USA. Efter att Dataindustrier köptes av Bull såldes kompilatordelen till Wind River Systems.
Tillämpningar som krävde hela utvecklings- och driftsmiljön från AT&T fick dock licensiera deras version. Även kombinationen av DIAB:s kärna och AT&T:s tillbehörsprogram användes.
Den goda prestandan i D-NIX och unika kompetensen inom området gjorde att DIAB fick leverera till Statskontoret och Försvarsmakten flera år efter varandra.
Tekniska egenskaper i D-NIX:
- Virtuellt minne.[1]
- Tidsdelning.[1]
- Realtidskärna med 216 nivåer realtidsprioriteringar från R0 (högst) till (R215 lägst) som alla är högre än Unix 40 prioritetsnivåer 0-39, för totalt 216 + 40 dvs 256 prioriteringsnivåer.[1]
- Högupplösta timers med en granularitet på 16.5 ms och svarstid på avbrott på c:a 5 ms.[1]
- Transparent flerprocessorsystem med symmetrisk multiprocessering vilket innebär att alla processorer delar samma minne, operativsystem kör på samtliga CPU:er och processer dynamiskt allokeras till en ledig CPU[1] DIAB tillverkade datorer med upp till 6 Motorola 68040-processorer som arbetade mot samma minne.[5]
- Skydd för kritiska sektioner med hjälp av semaforer.[1]
- Eget bitmappat filsystem som använder en bitmap för lediga sektorer istället för länkade listor som var det vanliga i Unix, som även användes för att minska fragmentering genom kontinuerlig diskallokering.[1]
- Ett filsystem per SCSI-enhet vilket innebär att filsystemoperationer kan ligga aktiva på flera enheter samtidigt.[1][4]
- Upp till 1 GB per filsystem, eller upp till 2 GB på system med Storage Module Device (SMD) hårddiskar. Backup-band kunde innehålla upp till 2.2 GB data.[1]
- Dynamisk blockstorlek på filsystemet mellan 512 byte och 32 KB, vilket kunde bestämmas när enheten formaterades.[1]
- Asynkrona I/O-anrop där processer kunde exempelvis skriva till en fil utan blockering, och senare notifieras när skrivningen avslutats. Det asynkrona arbetet hanterades av hjälpprocesser i kärnan.[1]
- swap måste ligga på rotfilsystemet, då stöd för separat swappartition saknades[4]
- Inställningar för kärnan kan redigeras direkt i ett avlusningsprogram[4]
- Vissa program, som till exempel ls (lista vilka filer som finns), kan användas utan kärnan om det var absolut nödvändigt[4]
- Ett tilläggspaket möjliggjorde speglad datalagring, och flera partitioner på samma disk, om systemet hade en Motorola 68040-processor.[1][4]
- Filsystem implementerat med ett användarprogram. Liknar FUSE (Filesystem in Userspace) som bl.a. finns i Linux sedan version 2.6.14.